# Chiwen

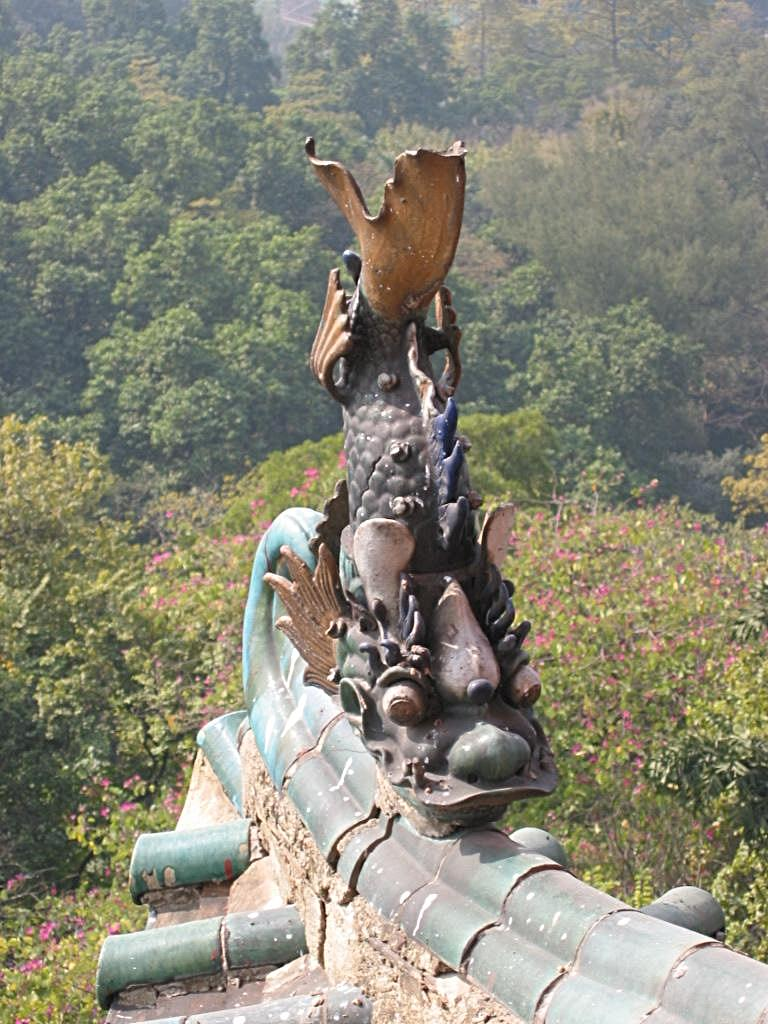
Chiwen en Cantón

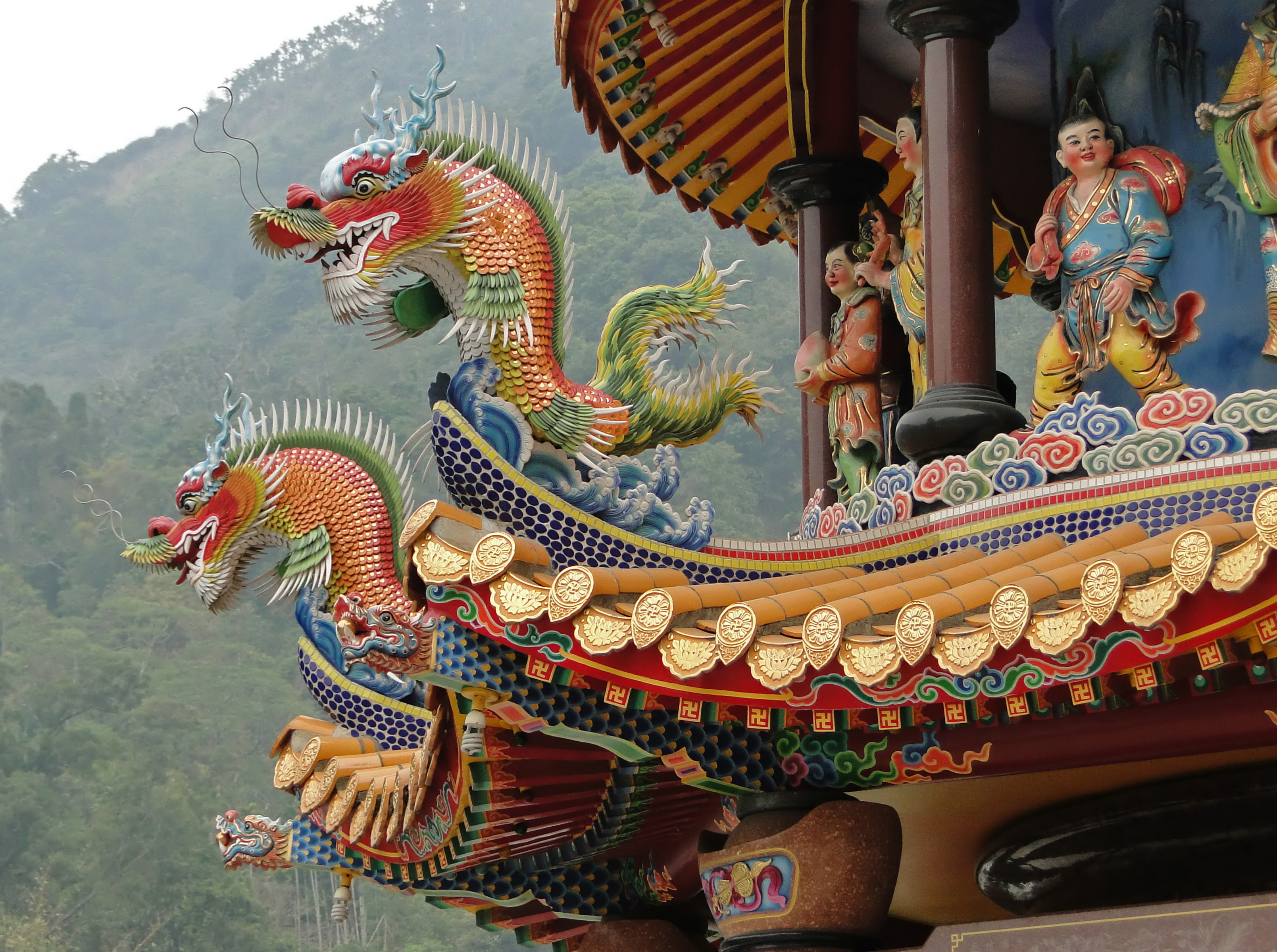
Chiwen en el techo del Templo Longyin, Chukou, Taiwán

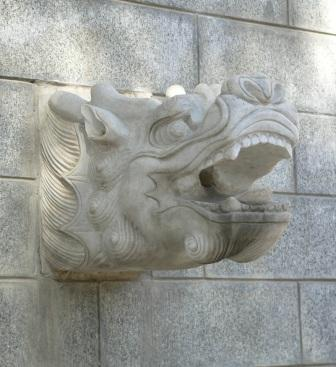
Una gárgola chishou

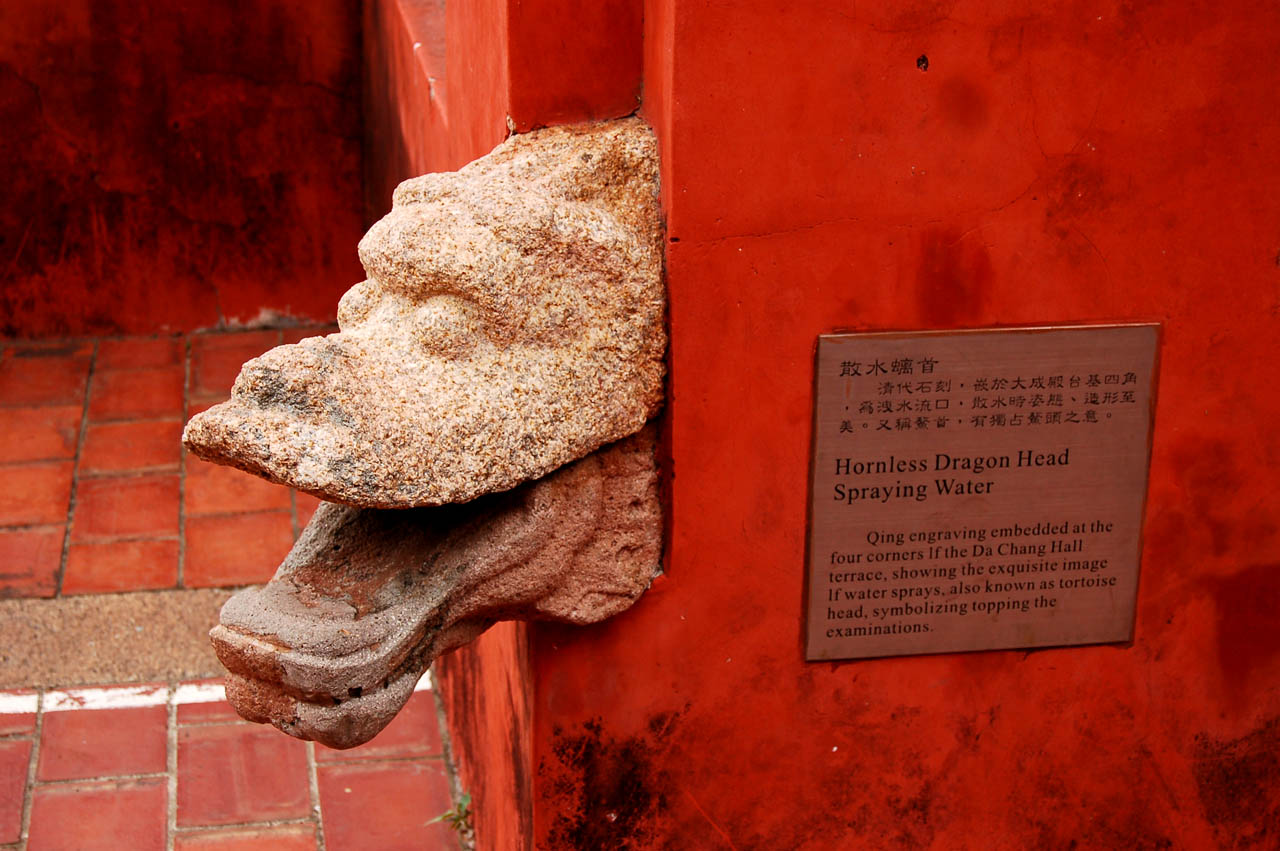
chishou en el Templo Confuciano de Taiwán.

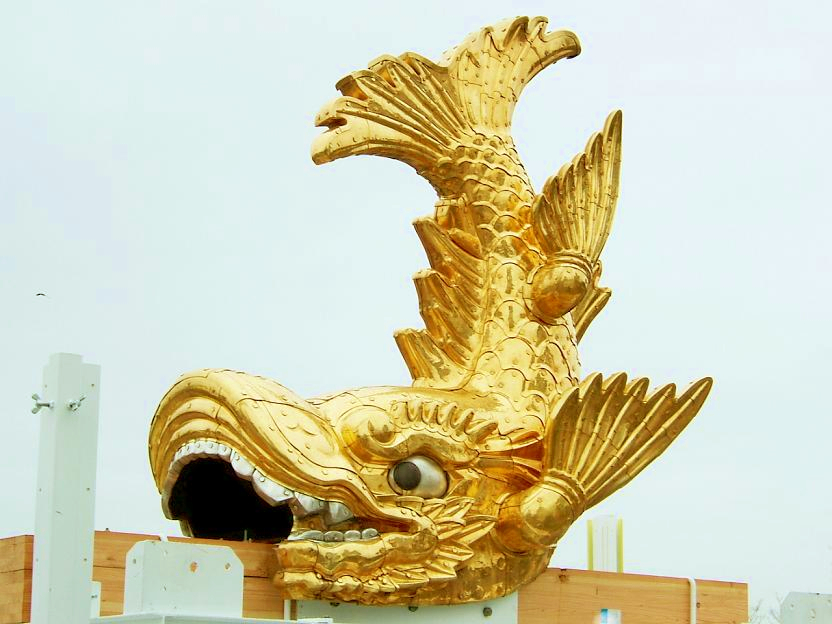
Un shachihoko dorado en el techo del castillo de Nagoya

Chiwen (en chino, 蚩吻; pinyin, 'chīwěn'; Wade-Giles, 'ch'ih-wen'; literalmente, ‘boca del dragón sin cuernos’) es un dragón chino, y en la mitología china es uno de los 9 hijos del dragón . Está representado en decoraciones de techos imperiales y otros motivos ornamentales en la arquitectura y el arte tradicionales chinos .
El nombre de este dragón es chīwěn (蚩吻), que se compone de chī (en chino tradicional, 蚩; literalmente, ‘dragón sin cuernos; dragón joven’) y wěn (en chino tradicional, 吻; literalmente, ‘boca de animal’). Chīshǒu (螭首) y Chītóu (螭頭), que significan literalmente "cabeza de dragón sin cuernos", son ornamentos arquitectónicos o trombas marinas similares, comparables con las gárgolas occidentales, pero no están relacionados con el personaje mitológico.
Chiwen se escribe alternativamente 鴟吻; 'boca de búho', utilizando el carácter homófono chī (鴟; 'búho/ave de rapiña' ). El chīwěi (鴟尾; 'cola de búho' ) y chīméng (鴟甍; 'cresta del techo de búho' ) son decoraciones de techo adicionales con forma de pájaro.
El chiwen figura en segundo o tercer lugar entre los Lóng shēng jiǔzǐ (龍生九子; 'dragón da a luz a nueve crías' ), Nueve dragones (九龍;  ), que son criaturas mitológicas tradicionales que se han convertido en decoraciones arquitectónicas tradicionales del feng shui chino. Cada uno de los nueve dragones tiene una función protectora. Los Nueve dragones también se usan en muchos nombres de lugares en Hong Kong, como Kowloon, que literalmente significa "nueve dragones" en cantonés (en chino, 九龍; jyutping, gau2 lung4; Yale cantonés, Gáulùhng), así como numerosos lagos, ríos y pueblos en China continental .
Según la dinastía Ming Wuzazu (五雜俎) "Los ch'i-wen, que les gusta tragar, se colocan en ambos extremos de las cumbreras de los techos (para tragar todas las malas influencias)".

Welch describe a chiwen como "el dragón al que le gusta 'tragar cosas'".
Este es el dragón sin cuernos, parecido a un pez, con un cuerpo muy truncado y una boca grande y ancha que generalmente se encuentra a lo largo de las cumbreras del techo (como si se tragara las vigas del techo). También se dice que su presencia en los techos protege contra incendios. Un párrafo del libro de la dinastía Tang Su Shi Yan Yi (蘇氏演義) de Su E (蘇鶚) dice que una criatura marina mítica llamada chi wen [sic]   se colocó en los techos de los edificios durante la dinastía Han para proteger las estructuras de los riesgos de incendio. Este dragón todavía se encuentra en los techos de las casas tradicionales chinas hoy en día, protegiendo a los habitantes de los incendios.
En la teoría del Fengshui, un chiwen o chiwei supuestamente protege no solo contra incendios, sino también contra inundaciones y tifones.
El idioma japonés tomó prestados estos nombres para decoraciones de techos arquitectónicos como vocabulario chino-japonés . Shibi鴟尾 es una "teja de cumbrera ornamental" que tiene un uso más común que un chifun蚩吻o shifun鴟吻. En la mitología japonesa, el Shachihoko鯱(un pez mítico con cola arqueada de carpa, cabeza de tigre y escamas de dragón) se cree que la decoración del techo provoca la lluvia y protege contra el fuego. 鯱 es un kokuji "carácter chino inventado en Japón" que también se puede leer shachi para " orca ".